# Majchan
Majchan (mong. майхан) – prowizoryczny namiot mongolski składający się tylko z dwóch pionowych słupków i poziomej poprzeczki przykrytej brezentem. Wykonywany jako tymczasowe mieszkanie podczas wielkich świąt i uroczystości.